# إميلي دافنبورت
إميلي دافنبورت (بالإنجليزية: Emily Davenport)‏ هي مخترِعة ومهندسة أمريكية، ولدت في 29 أبريل 1810 في براندون في الولايات المتحدة، وتوفيت في 5 أكتوبر 1862.